# نينموغ
نينموغ أو نينموغا كانت إلهة بلاد ما بين النهرين. كانت مرتبطة بالحرف اليدوية، وخاصةً بالعمل المعدني، كما يتضح من لقبها تيبيرا كالاما، "صانعة المعادن في الأرض". يمكن اعتبارها أيضًا إلهة الولادة ومساعدة نينماه، على الأرجح لأن تشكيل تماثيل الآلهة وولادة الأطفال يمكن وصفهما بنفس المصطلحات في النصوص السومرية. كانت مراكز عبادتها الرئيسية هي كيسيجا، التي لا يزال موقعها غير مؤكد، وآداب.
ومنذ العصر البابلي القديم فصاعدًا، يمكن اعتبار الإله إيشوم (وبالتالي نظيره هيندورساغا ) زوجها. في حين أنه لم يُنسب إليه أي أطفال في أي مصادر معروفة، فإن نينموغ نفسها تُشار إليها على أنها والدة الإله الصغير لوما في بعض المصادر. كانت مرتبطة أيضًا بإلهة العالم السفلي Ereš'ugga استنادًا إلى كتابة مماثلة لأسمائهم. في حين يفترض معظم الباحثين أنهما منفصلان، فقد اقترح أيضًا أنهما نفس الإله، وبالتالي يمكن أيضًا اعتبار نينموغ زوجة إله البحر لوغالابا.

## شخصية
ارتبط نينموج بالحرفية والولادة. من المرجح أن كلتا الوظيفتين كانتا مترابطتين، ويشير أنطوان كافينيو ومانفريد كريبرنيك إلى أنه يمكن استخدام نفس المصطلحات للإشارة إلى ولادة الأطفال وتشكيل التماثيل الصغيرة والتماثيل الدينية. كانت مرتبطة بشكل خاص بعمال المعادن. كان يُشار إليها باسم "صانعة المعادن في الأرض" ( السومرية : تيبيرا كالاما ). يمكن وصفها بأنها كانت تستخدم مجموعة متنوعة من الأدوات المتعلقة بهذه التجارة، مثل الإزميل الذهبي، والمقص الفضي، وسكين من حجر السج. كما ارتبطت أيضًا بتنصيب الملوك، كما هو مذكور في أسطورة إنكي والنظام العالمي.
يمكن كتابة اسم Ninmug على النحو التالي d NIN. MUG أو ربما d NIN. زاديم، على الرغم من أنه قيل أيضًا أن نينزاديم كان إلهًا منفصلاً مرتبطًا حصريًا بصانعي الأختام. فسر ثوركيلد جاكوبسن اسم نينموج على أنه "فرج السيدة"، لكن من المفترض الآن أن عنصر القدح يشير إلى أداة عبادة أو مبنى غير محدد. كما وردت في الأسماء الشخصية، مثل موغسي (من أدب ).
وقد قيل أنه في الفترات المتأخرة بدأ يُنظر إلى نينموغ باعتباره إلهًا ذكرًا. ومع ذلك، وكما لاحظ أنطوان كافينيو ومانفريد كريبرنيك، فإنه ليس من المؤكد ما إذا كان الإله الذكر نين-موغ، الذي يمكن مساواته بإيا والذي يُفترض تقليديًا أنه إله صانعي الأقواس، هو ببساطة شكل ذكر من نينموغ. إن قراءة اسمه غير مؤكدة وربما يكون نينزيد أو نينزيديم.

## يعبد
تم بالفعل إثبات وجود نينموج في قائمة آلهة الأسرة المبكرة من فارا ( شوروباك )، حيث سبقت نينشار. هناك أدلة على أنها كانت موضع عبادة نشطة في هذه المدينة. تربطها إحدى ترانيم زامي من أبو صلابيخ من نفس الفترة بكيسيغا، المعروفة أيضًا باسم كيسيك. الموقع الدقيق لهذه المدينة غير معروف، ولكن من المتفق عليه أنها كانت تقع في جنوب بابل، ربما في بلاد البحر. تشير النصوص من الألفية الأولى قبل الميلاد إلى أنها كانت قريبة من أور، ولارسا، وأوروك، وكولابا، وإريدو، ونيمد-لاجودا. يُقترح أحيانًا تحديد هوية المنطقة بتل اللحم. في مصادر أخرى يمكن وصفها أيضًا بأنها مركز عبادة لإنانا ودوموزي أو لوغال إيرا وميسلامتا إيا.
كان مركز عبادة نينموغ الرئيسي الآخر هو أداب، حيث كان لها معبدها الخاص على الأقل قبل العصر السرجوني. تم تسمية الشهر الحادي عشر في التقويم المحلي باسمها، وكذلك قناة قريبة. كما تم توثيق كاهن سانجا ومسؤولين مشاركين في عبادة هذه الإلهة في وثائق من هذه المدينة. في قوائم العروض تظهر بعد إشكور أو نيسابا. كما تم ذكر العروض المقدمة لنينموج في السجلات من أوما، بينما كان لديها في لجش كاهن سانجا.
في فترة أور الثالثة والعصر البابلي القديم، كان من الممكن أن تظهر نينموغ إلى جانب زوجها إيشوم في نقوش الأختام الأسطوانية. وقد قيل أنها كانت إلهة شعبية في ذلك الوقت. الإشارات إليها في الرسائل الشخصية نادرة، على الرغم من أنها تظهر في كثير من الأحيان باسم نينسون أو نينكاراك. من المعروف أن الأسماء الثيوفورية التي تستدعي نينموج معروفة، ومن الأمثلة الموثقة في المصادر من الفترة ما بين عصر الأسرات المبكرة وأور الثالثة هو أور نينموج.

## الارتباطات مع الآلهة الأخرى
كان زوج نينموغ هو إيشوم، الذي ظهر لأول مرة في هذا الدور في العصر البابلي القديم. كما هو الحال مع الزوجات الإلهيات الأخريات، مثل آيا وشالا، تم استدعاء نينموغ للتوسط لدى زوجها نيابة عن العابدين. وقد تم إثبات دورها الشفاعي في رسالة بابلية قديمة، حيث يخاطبها مؤلفها لأن "إيشوم سوف يستمع إلى ما تقولينه". يمكن اعتبار هندورساجا زوج نينموج أيضًا، لكن هذا كان تطورًا ثانويًا بناءً على المعادلة بينه وبين إيشوم. من المحتمل أنه في الألفية الثالثة قبل الميلاد، كانت زوجة هندورساجا هي دوموزيابزو، الإلهة الوصية على كينونير (كينيرشا)، وهي مدينة في ولاية لكش، على الرغم من أن العلاقات الأسرية بين الآلهة في تلك الفترة كانت غالبًا غير مستقرة أو غير مؤكدة بشكل خاص. في حين لم يُعرف أي أطفال لإيشوم من أي مصدر، يمكن مخاطبة نينموج باعتبارها والدة الإله لوما. يذكر نص إيميسال، الذي ربما كان رثاءً لإله محتضر مجهول الهوية، كلاهما إلى جانب آلهة مثل نينتينوجا، ونينيسينا، وإيريشوجا، وليسين. كان لوما يُعتبر حارسًا ( أودوغ ) لإيكور، معبد إنليل في نيبور، أو كشيطان العالم السفلي ( جالو ). يصفه جاني ماركيسي بأنه "الشيطان الدركي بامتياز". من المحتمل أنه كان ينتمي في الأصل إلى آلهة كيسيجا.
يمكن أيضًا ربط اسم لوما بـ Ereš'ugga، التي يعني اسمها "ملكة الموتى". وهناك ترجمة ثانية اقترحها ويلفريد ج. لامبرت واستندت إلى تهجئات مختلفة، وهي "سيدة بيت الموتى". وبسبب التشابه بين الاسمين، كان يتم الخلط بينها وبين Ninmug في بعض الأحيان. كان اسمها مكتوبًا على النحو التالي: NIN- ĝa'uga أو NIN- ug-ga ، مع قراءة علامة NIN في هذه الحالة إما ereš أو égi بناءً على الحواشي المقدمة. قائمة الآلهة أن = أنوم تساويها مع نينكاراك. من المحتمل أن يكون الارتباك بينها وبين نينموج مسؤولاً عن المعادلة بين الأخيرة وميمي في إصدار العمود المزدوج لقائمة آلهة وايدنر. وفقًا لـ An = Anum، كان Meme اسمًا بديلًا لـ Ninkarrak. كانت إريشوجا زوجة لوغالابا، ("رب البحر")، وهو إله مرتبط بالبحر والعالم السفلي وكان يُعبد في نيبور أثناء حكم سامسو إيلونا. أن = أنوم يفصل بين نينموج وإيريشوغا، حيث يظهر الأول إلى جانب إيشوم والثاني إلى جانب لوجالا'أبا. ومع ذلك، أكد ويلفريد ج. لامبرت أنه ينبغي اعتبارهما تهجئتين مختلفتين لاسم إله واحد، والذي يمكن اعتباره زوجة كل من إيشوم ولوغالابا.
في النصوص المتعلقة بتشكيل التماثيل الإلهية، يمكن أن يظهر نينموج جنبًا إلى جنب مع آلهة أخرى مرتبطة بالحرف اليدوية، مثل كوسيجباندا ، ونيناجالا ، ونيندولوما ، ونينكورا.
تذكر قائمة القرابين من أوما من فترة أور الثالثة سوكالًا مجهول الاسم (إله مرافق) لننموج.

## الأساطير
في أسطورة إنكي ونينماه، نينموغ هي واحدة من المساعدين السبعة للإلهة التي تحمل نفس الاسم، والتي وصفت بأنها إلهة الولادة. الأعضاء الستة الآخرون في هذه المجموعة هم نينيما، شوزيانا، نينشار، نينمادا، مومودو ونينيجينا. من المفترض أن دور نينموج في هذه الأسطورة قد يكون السبب وراء وجود نص إرشما واحد يساوي بينها وبين ننهورساج ودينغيرماه وليسين. يمكن تسمية مساعدي نينماه بشكل جماعي باسم شاسوراتو. تم اشتقاق هذا المصطلح من كلمة šassūru ، والتي تعني "الرحم"، وهي كلمة سومرية مقترضة من اللغة الأكادية. في قائمة الآلهة الأوغاريتية، تم مقارنتهم بهوتينا وهوتيلورا الحورية وكوثارات المحلية. وتعرف المجموعة الأخيرة أيضًا باسم ماري، حيث كانوا يُعرفون باسم كوشاراتوم. اسمهم مشتق من الجذر السامي kšr، "أن يكون ماهرًا".
يظهر نينموغ أيضًا في أسطورة إنكي والنظام العالمي. عندما اشتكت إنانا من عدم تعيين مجال لها، ذكرتها إلى جانب أرورو ونانشي ونيسابا ونينيسينا كآلهة تتلقى مناطق نفوذ محددة من إنكي. ويقال إن تعيين نينموج هو منصب تيبير كالاما.

### فهرس
- Archi، Alfonso (2013). "The Anatolian Fate-Goddesses and their Different Traditions". Diversity and Standardization. De Gruyter. DOI:10.1524/9783050057576.1.
- Asher-Greve، Julia M.؛ Westenholz، Joan G. (2013). Goddesses in Context: On Divine Powers, Roles, Relationships and Gender in Mesopotamian Textual and Visual Sources (PDF). ISBN:978-3-7278-1738-0. مؤرشف من الأصل (PDF) في 2024-12-18.
- Cavigneaux, Antoine; Krebernik, Manfred (1998), "NIN-ĝa'uga", Reallexikon der Assyriologie (بالألمانية), Retrieved 2022-05-13
- Cavigneaux, Antoine; Krebernik, Manfred (1998a), "Nin-muga, Nin-zed, Nin-zadim?", Reallexikon der Assyriologie (بالألمانية), Retrieved 2022-05-13
- Edzard, Dietz-Otto (1980), "Išum", Reallexikon der Assyriologie (بالألمانية), Retrieved 2022-05-13
- Krebernik, Manfred (1997), "Meme(-šaga)", Reallexikon der Assyriologie (بالألمانية), Retrieved 2022-05-13
- Lambert، Wilfred G. (2013). Babylonian creation myths. Winona Lake, Indiana: Eisenbrauns. ISBN:978-1-57506-861-9. OCLC:861537250.
- Marchesi، Gianni (2006). LUMMA in the onomasticon and literature of Ancient Mesopotamia. Padova: S.A.R.G.O.N. Ed. e Libr. ISBN:978-88-901286-4-6. OCLC:237144973. مؤرشف من الأصل في 2024-07-26.
- Röllig, Wolfgang (1980), "Kisiga, Kissik", Reallexikon der Assyriologie (بالألمانية), Retrieved 2022-05-13
- Stol، Marten (2000). Birth in Babylonia and the Bible: Its Mediterranean Setting. Cuneiform Monographs. Brill Styx. ISBN:978-90-72371-89-8. مؤرشف من الأصل في 2023-03-07. اطلع عليه بتاريخ 2022-07-24.
- Such-Gutiérrez, Marcos (2005). "Untersuchungen zum Pantheon von Adab im 3. Jt". Archiv für Orientforschung (بالألمانية). Archiv für Orientforschung (AfO)/Institut für Orientalistik. 51: 1–44. ISSN:0066-6440. JSTOR:41670228. Archived from the original on 2024-10-10. Retrieved 2022-05-13.
- Vanstiphout، Herman L. J. (1997). "Why did Enki Organize the World?". في Finkel، I. L.؛ Geller، M. J. (المحررون). Sumerian Gods and their Representations. ISBN:978-90-56-93005-9.
- Veenhof، Klaas R. (2018). "The Family God in Old Babylonian and Especially in Old Assyrian Sources". Revue d'assyriologie et d'archéologie orientale ع. 112: 49–90. ISSN:0373-6032. مؤرشف من الأصل في 2022-11-27. اطلع عليه بتاريخ 2022-05-13.
- Weiershäuser, Frauke (2010). "Weiser Išum, der du den Göttern vorangehst". Von Göttern und Menschen (بالألمانية). BRILL. pp. 351–376. DOI:10.1163/9789004187474_019.

## روابط خارجية
- إنكي ونينماه في مجموعة النصوص الإلكترونية للأدب السومري
- إنكي والنظام العالمي في مجموعة النصوص الإلكترونية للأدب السومري